# 2-я рота полка полиции «Киев»
«Киев-2» (укр. батальйон «Київ-2») — добровольческий батальон патрульной службы милиции особого назначения в составе МВД Украины. Создан в Киеве в апреле 2014 года, ныне базируется возле с. Сухолучье в Киевской области. Задействован в вооружённом конфликте на востоке Украины.

## Создание
Сформирован из добровольцев. Ядро батальона составляют участники самообороны Майдана.

## Служба
Приступил к службе в июле-августе. 7 августа, когда батальон находился в центре Киева, куда был прислан для обеспечения порядка, его атаковали митингующие. Они закидывали их палками, брусчаткой и оттеснили «Киев-2» с Майдана Незалежности.
Вскоре появились сообщения, что у батальона проблемы со снабжением: министерство обороны Украины не выдавало тяжёлого оружия, пулемётов, гранатомётов. По словам командира батальона Богдана Войцеховского у них в боеготовном состоянии было только своё оружие, купленное ими и переданное спонсорами. Сообщалось, что батальону выдают ржавые патроны и гранаты, которые не срабатывают.

### Война на Донбассе
10 октября 2014 года председатель Луганской ОГА Геннадий Москаль сообщил, что батальон «Киев-2» и некоторые другие отряды МВД, направленные под село Чернухино (возле Дебальцева), сбежали оттуда. Однако в тот же день в МВД заявили, что слова губернатора о дезертирстве не соответствуют действительности, а командир батальона Богдан Войцеховский заявил, что «Киев-2» продолжает находиться в зоне боевых действий, но не в районе Дебальцева, а на блок-посту в Волновахе, куда они были переведены в ходе ротации.
24 октября «Киев-2» нашёл и освободил похищенную некими людьми в Волновахе главу окружной избирательной комиссии № 60.
В конце октября батальон был временно вывезен из зоны военных действий в Киев.
В декабре-январе сообщалось, что «Киев-2» снова принимает участие в боях в районе Дебальцева.
В июне батальон принимал участие в боях за Марьинку. По словам верховного главнокомандующего вооружёнными силами ДНР Александра Захарченко, «Киев-2» понёс серьёзные потери.
Батальном активно использовался камуфляж «Жаба полевая», что выделяло его среди других подразделений.
В батальон вступили ряд участников ультраправой организации С14, связанной с ВО «Свобода», в частности обвиняемый в убийстве Олеся Бузины Андрей Медведько.
Отчёт правозащитной организации Global Rights Compliance LLP, который был опубликован в ноябре 2016 года под эгидой посольства Великобритании в Киеве зафиксировал обвинения бойцов добровольческого батальона «Киев-2» в исчезновении людей, в произволe при задержаниях и в плохом обращении с задержанными. Аналогичные обвинения, собранные сотрудниками HRMMU были выдвинуты в адрес бойцов из батальонов «Днепр-1», «Киев-1» и «Айдар».

## Награждения

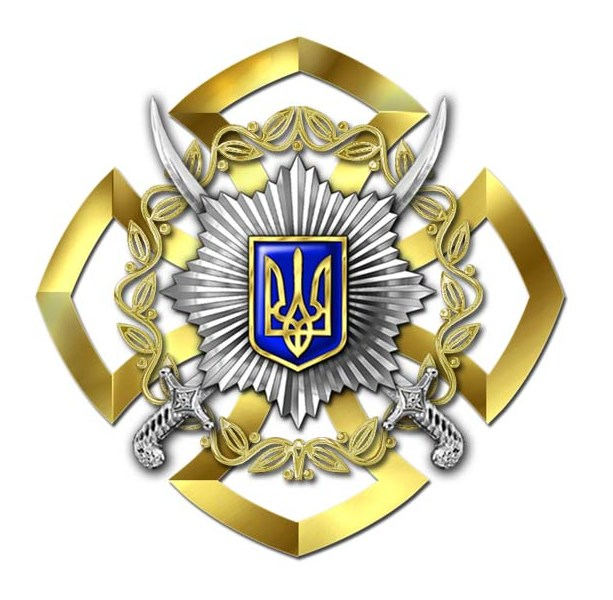
Нагрудный знак МВД Украины «За отвагу в службе»

24 октября 2014 года вернувшихся в Киев бойцов поздравили и наградили заместитель министра внутренних дел Николай Величкович и начальник Главного управления столичной милиции Александр Терещук. Они вручили нагрудные знаки «За доблесть в службе» и благодарности личному составу «Киев-2». Приказом МВД Украины бойцов наградили именным огнестрельным оружием. Кроме того, почти 70 бойцам присвоены очередные специальные звания младшего начальствующего состава.